# William Faulkner
William Cuthbert Faulkner (właśc. nazwisko Falkner, ur. 25 września 1897 w New Albany w stanie Missisipi, zm. 6 lipca 1962 w Oxford) – amerykański powieściopisarz, autor opowiadań i poeta. Laureat Nagrody Nobla w dziedzinie literatury w 1949.

## Życiorys
Życie Faulknera związane było z amerykańskim Południem, a bogata twórczość pisarza była literacką rekonstrukcją jego dziejów od czasów wojny secesyjnej po współczesność.
Jego rodzicami byli Murry Cuthbert i Maud Butler Falknerowie. Pochodzili oni z rodzin niegdyś zamożnych, ale poważnie zubożonych przez wojnę domową. Był najstarszym z czterech synów. Pradziadkiem pisarza był wojskowy i literat William Clark Falkner. Szkołę średnią opuścił bez dyplomu. Krótko służył w Royal Canadian Air Force. Wcześniej został odrzucony przez amerykańską komisję werbunkową jako zbyt lekki i niski (miał 5 stóp i 5 cali wzrostu, czyli 165 cm). W drodze wyjątku został przyjęty na University of Mississippi, ale odszedł z uczelni po trzech zaledwie semestrach. Na studiach wstąpił do bractwa Sigma Alpha Epsilon. Wybrał drogę niezależnego pisarza. Jego żoną była od 1929 Estelle Oldham, przyjaciółka z dzieciństwa. Mieli córkę Jill. 
Zmarł na atak serca w wieku 64 lat.

## Twórczość
Twórczość Faulknera uchodzi za stawiającą czytelnikowi wysokie wymagania. Jest on uznawany za jednego z najważniejszych amerykańskich pisarzy. Utwory Amerykanina, o sporej głębi emocjonalnej i często dotyczące konfliktów psychologicznych, cechują się długimi zdaniami i wyszukanym tokiem narracji – w przeciwieństwie do dzieł długoletniego rywala Faulknera, Ernesta Hemingwaya, znanego z oszczędnego w wyrazie, wręcz minimalistycznego stylu. Niektórzy uznają Faulknera za jedynego prawdziwego amerykańskiego reprezentanta prozy modernistycznej lat 30. XX w., stawiając go w jednym szeregu z Jamesem Joyce'em, Virginią Woolf i Marcelem Proustem. Zwie się Faulknera współczesnym Dostojewskim, głównie z uwagi na powieść Wściekłość i wrzask (The Sound and the Fury, 1929), w której, jak pisze Bieńkowski, Faulkner "zszedł do piekła patologii i ukazał współczesny świat w całym chaosie, w całym wrzasku, w całej wściekłości". Faulkner w swoich utworach stosował technikę znaną pod nazwą strumienia świadomości, liczne retrospekcje, a także wykorzystywał kilku narratorów jednocześnie. Akcja wielu jego utworów rozgrywa się w fikcyjnym hrabstwie Yoknapatawpha, będącym synekdochą (pars pro toto) amerykańskiego Południa. 
Na początku kariery pisarskiej Faulkner pisał także wiersze i tłumaczył lirykę Paula Verlaine’a.

### Dzieła
- 1925 New Orleans Sketches – opowiadania wydrukowane w nowoorleańskich czasopismach „Times-Picayune” i „The Double Dealer”
- 1926 Żołnierska zapłata (Soldiers' Pay[13]) – powieść, pol. wyd. 1965
- 1927 Moskity (Mosquitoes[13]) – powieść, pol. wyd. 1994
- 1929 Sartoris (Sartoris) – powieść, pol. wyd. 1960
- 1929 Wściekłość i wrzask (The Sound and the Fury[13]) – powieść, pol. wyd. 1971
- 1930 Kiedy umieram (As I Lay Dying) – powieść, pol. wyd. 1968
- 1931 These 13 – tom opowiadań
- 1931 Azyl(inne języki) (Sanctuary) – powieść, pol. wyd. 1957
- 1932 Światłość w sierpniu(inne języki) (Light in August[13]) – powieść, pol. wyd. 1959
- 1934 Doctor Martino and Other Stories – tom opowiadań
- 1935 Punkt zwrotny (Pylon) – powieść, pol. wyd. 1967
- 1936 Absalomie, Absalomie (Absalom, Absalom![13]) – powieść, pol. wyd. 1959
- 1938 Niepokonane(inne języki) (The Unvanquished) – powieść, pol. wyd. 1961
- 1939 Dzikie palmy (The Wild Palms • If I Forget Thee Jerusalem) – powieść, pol. wyd. 1958
- 1940 Zaścianek(inne języki) (The Hamlet) – powieść, pol. wyd. 1964
- 1942 Zstąp, Mojżeszu(inne języki) (Go Down, Moses) – powieść, pol. wyd. 1966
- 1946 The Portable Faulkner – zbiór opowiadań
- 1948 Intruz (Intruder in the Dust) – powieść, pol. wyd. 1961
- 1949 Gambit (Knight’s Gambit) – powieść, pol. wyd. 1963
- 1950 Opowiadania (Collected Stories of William Faulkner) – zbiór opowiadań, pol. wyd. 1958
- 1951 Requiem dla zakonnicy(inne języki) (Requiem for a Nun) – powieść, pol. wyd. 1980 (wystawiana od 1962 na polskich scenach w adaptacji Alberta Camusa)
- 1954 Przypowieść (A Fable) – powieść, pol. wyd. 1968
- 1955 Wielki las (Big Woods: The Hunting Stories) – tom opowiadań, pol. wyd. 1962
- 1957 Miasto (The Town) – powieść, pol. wyd. 1966
- 1958 Three Famous Short Novels – opowiadania będące, każde z osobna, fragmentami wcześniej wydanych powieści
- 1959 Rezydencja (The Mansion) – powieść, pol. wyd. 1967
- 1962 Koniokrady (The Reivers) – powieść, pol. wyd. 1966
- 1963 Czerwone liście – zbiór opowiadań
- 1973 Flags in the Dust (Flags in the Dust to pierwsza, choć nieopublikowana w oryginalnej formie za jego życia, powieść Faulknera której akcja ma miejsce w Yoknapatawpha County. Wydana w drastycznie skróconej formie jako Sartoris w 1929), pol. wydanie 2023: Flagi pokrył kurz, tłum. Maciej Płaza, PIW, Warszawa 2023, ISBN 978-83-8196-673-3

### Opowiadania (wybór)
- 1925 Kłamca (The Liar)
- 1925 Yo Ho i dwie butelki rumu (Yo Ho and Two Bottles of Rum)
- 1930 Róża dla Emilii (A Rose for Emily)
- 1930 Honor (Honor)
- 1930 Czerwone liście (Red Leaves)
- 1931 Ad Astra (Ad Astra)
- 1931 Tamto wieczorne słońce (That Evening Sun)
- 1931 Rozwód w Neapolu (Divorce in Naples)
- 1931 Mistral (Mistral)
- 1934 Pennsylvania Station (Pennsylvania Station)
- 1935 Wujek Willy (Uncle Willy)
- 1942 Dwóch żołnierzy (Two Soldiers)
- 1954 Mississippi (Mississippi)
- 1955 Poranny wyścig (Race at Morning)

### Tomiki poetyckie
- 1921 Vision in Spring
- 1924 The Marble Faun
- 1932 This Earth, a Poem
- 1933 A Green Bough

### Scenariusze
Pisarz wziął udział w pisaniu scenariuszy filmów Howarda Hawksa Wielki sen oraz Mieć i nie mieć.

## Nagrody
William Faulkner otrzymał Nagrodę Nobla w dziedzinie literatury za 1949, którą odebrał rok później. Dostał też 
Legion of Honor w Nowym Orleanie. W 1951 zdobył National Book Award za The Collected Stories of William Faulkner. W 1955 otrzymał Nagrodę Pulitzera i kolejną National Book Award za powieść A Fable. W 1963 pośmiertnie otrzymał jeszcze raz Nagrodę Pulitzera. Jan Lechoń poświęcił amerykańskiemu pisarzowi, którego podziwiał i spotkał osobiście liryk Wiersz do Williama Faulknera spotkanego w Hotelu Waldorf-Astoria.

## Przekłady
Na język polski utwory Williama Faulknera tłumaczyli, między innymi: Zofia Kierszys, Jędrzej Polak, Maria Skibniewska, Maciej Słomczyński, Anna Przedpełska-Trzeciakowska, Kalina Wojciechowska, Ewa Życieńska, Piotr Tarczyński, Jacek Dehnel.